# Синегубов, Олег Васильевич
Олег Васильевич Синегубов (укр. Олег Васильович Синєгубов; род. 10 августа 1983, Харьков) — украинский юрист, адвокат, доктор юридических наук. Председатель Полтавской областной государственной администрации с 11 ноября 2019 по 24 декабря 2021, с 24 декабря 2021 года — председатель Харьковской областной государственной администрации, начальник Харьковской областной военной администрации (во время российского вторжения в Украину от 24 февраля 2022). Кавалер Ордена Богдана Хмельницкого III степени (2022).

## Биография
Олег Синегубов родился 10 августа 1983 в Харькове.
Отец — агроном. Мать — бухгалтер.
Окончил Харьковскую общеобразовательную школу № 147.

### Образование
В 2004 году окончил Национальный университет внутренних дел (специальность «Правоведение»). Получил квалификацию юриста.
Кандидат юридических наук, доцент.

### Трудовая деятельность
- Июль 2004 — май 2005 — следователь следственного отделения УМВД Украины на Южной железной дороге.
- Май 2005 — декабрь 2007 — адъюнкт Харьковского национального университета внутренних дел.
- Январь — июль 2008 — следователь следственного отделения ЛО станция «Основа» УМВД Украины на Южной железной дороге.
- В июле 2008 года уволился со службы ради научной карьеры.

### Преподавательская карьера
- Май 2005 — декабрь 2007 — адъюнкт Харьковского национального университета внутренних дел.
- Август 2008 — март 2009 — старший преподаватель кафедры гражданско-правовых дисциплин Учебно-научного института права, экономики и социологии ХНУВД.
- В 2008 году защитил диссертацию на соискание степени кандидата юридических наук по теме «Гражданско-правовая защита чести, достоинства и деловой репутации сотрудников милиции».
- Март 2009 — июль 2011 — доцент кафедры ХНУВД.
- Июль 2011 — ноябрь 2015 — заместитель декана по учебно-методической работе УНИ права и массовых коммуникаций ХНУВД.
- С ноября 2015 года — декан факультета № 6 ХНУВД[6].
- С сентября 2016 года — заместитель председателя диссертационного совета с правом принятия на рассмотрение и проведение защиты диссертаций на соискание ученой степени доктора (кандидата) юридических наук. [2] [3]
- С 2018 года — член экспертного совета Министерства образования и науки Украины. Автор более 70 научных работ.

### Политическая карьера
На парламентских выборах 2019 года являлся доверенным лицом кандидата в народные депутаты от партии «Слуга народа» по избирательному округу № 180 Алексея Красова.
28 октября 2019 года Кабинет Министров согласовал назначение Синегубова главой Полтавской ОГА.
11 ноября 2019 года Президент Украины Владимир Зеленский назначил О.Синегубова на должность председателя Полтавской областной государственной администрации.
16 декабря 2021 года назначен председателем Харьковской областной государственной администрации. Во время российского вторжения в Украину от 24 февраля 2022 назначен начальником Харьковской областной военной администрации.

## Награды
- Орден Богдана Хмельницкого III степени (6 марта 2022 года) — за весомый личный вклад в защиту государственного суверенитета и территориальной целостности Украины, мужество и самоотверженные действия, проявленные при организации обороны населенных пунктов от российских захватчиков[12]
- Почётная грамота Кабинета Министров Украины (август 2016)[6].
- Награда Министерства обороны Украины — Медаль «Золотой трезубец» (2023)